# Cambridge (Massachusetts)
Cambridge è una città degli Stati Uniti d'America, capoluogo insieme con Lowell della contea di Middlesex nello Stato del Massachusetts. Fu chiamata così in onore della città universitaria inglese di Cambridge.
Cambridge è famosa per due importanti università: l'Università Harvard e il Massachusetts Institute of Technology (MIT). Si trova nell'area metropolitana della città di Boston alla quale è collegata da una linea metropolitana.

## Storia
I territori che corrisposero alla fondazione della città di Cambridge furono abitati per molti secoli dai nativi americani. Più precisamente, al momento della colonizzazione dell'America settentrionale da parte degli europei, furono riscontrate popolazioni di Naumkeag o Pawtucket a nord e dai Massachusett a sud, con letteratura che conferma la presenza di villaggi di Totant. Il periodo di contatto tra le due popolazioni introdusse una serie di malattie infettive non presenti originariamente nei territori, causando epidemie che comportarono un crollo demografico della popolazione indigena in quanto sprovvista di anticorpi e cure mediche per contrastarle. I coloni britannici iniziarono ad arrivare con sbarchi più frequenti e consistenti dal 1630. Nel 1639, la Corte Generale del Massachusetts avrebbe acquistato la terra che sarebbe diventata l'attuale Cambridge da un importante capo di una tribù del Massachusett, Squaw Sachem di Mistick.
Nel dicembre 1630, il sito di quella che sarebbe diventata Cambridge fu scelto perché era posizionato a monte del porto di Boston, rendendolo facilmente difendibile dagli attacchi dal mare. Thomas Dudley, sua figlia Anne Bradstreet e suo marito, Simon Bradstreet, furono i fondatori della città, edificando nella primavera del 1631 i primi nuclei abitativi, nominando inizialmente il nuovo insediamento "the newe towne". I registri ufficiali del Massachusetts mostrano il nome reso come Newe Towne dal 1632, e come Newtowne dal 1638.
Situata al primo punto di attraversamento del fiume Charles a ovest di Boston, Newtowne fu una delle diverse città fondate dai 700 coloni puritani originali della colonia della Baia del Massachusetts, sotto il governatore John Winthrop. Il primo predicatore della comunità fu Thomas Hooker, che condusse molti dei suoi abitanti originali verso ovest nel 1636 per fondare Hartford e la colonia del Connecticut; prima di partire, essi vendettero i loro appezzamenti a più recenti immigrati dall'Inghilterra.
La città comprendeva un'area molto più grande dell'attuale città, con varie parti periferiche nella campagna che divennero città indipendenti nel corso degli anni: Cambridge Village (ora Newton) nel 1688, Cambridge Farms (ora Lexington) nel 1712 o 1713, Little o South Cambridge (ora Brighton) e Menotomy o West Cambridge (ora Arlington) nel 1807.
Nel 1629 il governatore della colonia John Winthrop aveva guidato la firma del documento di fondazione della città di Boston, tanto che prese nome di Accordo di Cambridge. Nel 1650, il governatore Thomas Dudley firmò lo statuto che creava la corporazione che governava l'Università di Harvard, vedendo Henry Dunster come il primo presidente dell'università e Nathaniel Eaton come principale benefattore e il primo docente. Nonostante la presenza dell'università, Cambridge crebbe lentamente come un villaggio prevalentemente dedito all'agricoltura e all'allevamento, con scarso sviluppo di attività industriali ed artigianali.
Nel corso della Rivoluzione americana, arrivando a nord dalla Virginia, George Washington prese il comando dei soldati americani volontari accampati a Cambridge il 3 luglio 1775, oggi considerato il luogo di nascita dell'esercito statunitense.
Tra il 1790 e il 1840, Cambridge crebbe rapidamente, con la costruzione del West Boston Bridge nel 1792 che collegava Cambridge direttamente a Boston. Un secondo ponte, il Canal Bridge, fu aperto nel 1809 lungo il nuovo Middlesex Canal, crebbe notevolmente i rapporti tra le due città, apportando importanti trasformazioni urbanistiche che sostituirono terreni agricoli, paludi e aree boschive in quartieri industriali e residenziali. Alla fine del XIX secolo, vari schemi urbanistici per annettere Cambridge a Boston furono proposti e studiati, ma mai applicati. Per molti decenni, la più grande azienda della città fu la New England Glass Company, fondata nel 1818, che divenne la più grande e moderna vetreria del mondo. Nel 1888, Edward Drummond Libbey trasferì tutta la produzione a Toledo, Ohio, dove continua oggi con il nome di Owens-Illinois. Nel 1895, fondatore della Ginn and Company costruì l'Athenaeum Press Building, divenendo una delle più importanti case editrici degli Stati Uniti, richiamando nella città nuovi abitanti interessati alle proposte lavorative.
Contemporaneamente a metà del XIX secolo, Cambridge fu il centro di una rivoluzione letteraria. La cittadina divenne luogo di incontri tra Henry Wadsworth Longfellow, James Russell Lowell e Oliver Wendell Holmes, detti Fireside Poets (I poeti di fronte al fuoco), così chiamati perché le loro poesie venivano spesso lette ad alta voce dalle famiglie davanti al fuoco della sera.
Nel 1920, Cambridge era una delle principali città industriali della Nuova Inghilterra, con quasi 120 000 residenti. Tra le più grandi imprese durante il periodo di industrializzazione c'era la Carter's Ink Company, che fu per molti anni il più grande produttore di inchiostro al mondo, sostenuta dalla presenza della Athenaeum Press. I produttori di dolciumi nel corridoio Cambridgeport-Area 4-Kendall includevano la Kennedy Biscuit Factory (in seguito parte di Nabisco e creatrice del Fig Newton), Necco, Squirrel Brands, George Close Company (1861-1930), Page & Shaw, Daggett Chocolate (1892-1960), Fox Cross Company (1920-1980), Kendall Confectionery Company (1927-1963).
Nel 1935, la Cambridge Housing Authority e la Public Works Administration demolirono un quartiere integrato a basso reddito con afroamericani e immigrati europei. Al suo posto, costruirono il complesso di alloggi pubblici denominato "Newtowne Court" per soli bianchi e l'adiacente progetto "Washington Elms" per soli neri nel 1940; procedendo con il processo di segregazione razziale che interesso gli Stati Uniti dagli anni 1940.
Quando l'industria del New England cominciò a declinare durante la Grande depressione e dopo la seconda guerra mondiale, Cambridge perse gran parte del suo apparato industriale. Cominciò anche a diventare un centro intellettuale, piuttosto che industriale. L'Università di Harvard era sempre stata importante sia come proprietario terriero sia come istituzione, ma iniziò a giocare un ruolo più dominante nella vita e nella cultura della città. Quando il Radcliffe College fu fondato nel 1879, la città divenne luogo ambito per alcune delle studentesse di maggior talento accademico della nazione. Il trasferimento del Massachusetts Institute of Technology da Boston nel 1916 rafforzò lo status di Cambridge come centro intellettuale degli Stati Uniti.
Dopo gli anni '50, la popolazione della città cominciò a diminuire lentamente, poiché le famiglie tendevano a essere sostituite da single e giovani coppie legate al mondo universitario. A Cambridge Highlands, l'azienda tecnologica Bolt, Beranek, & Newman produsse il primo router di rete nel 1969 e ospitò l'invenzione della posta elettronica da computer a computer nel 1971. Gli anni '80 portarono un'ondata di startup ad alta tecnologia. Quelle che vendevano minicomputer avanzati furono superate dal microcomputer. VisiCorp, con sede a Cambridge, produsse il primo software per fogli di calcolo per personal computer, VisiCalc, e contribuì a spingere l'Apple II al successo dei consumatori. Fu superata e acquistata dalla Lotus Development di Cambridge, creatrice di Lotus 1-2-3.
Nel 1976, i piani di Harvard di iniziare gli esperimenti con il DNA ricombinante portarono a una moratoria di tre mesi e a un comitato di revisione cittadino. Alla fine, Cambridge ha deciso di consentire tali esperimenti, ma ha approvato norme di sicurezza nel 1977. Questo portò alla certezza normativa e all'accettazione quando Biogen aprì un laboratorio nel 1982, in contrasto con l'ostilità che portò il Genetic Institute ad abbandonare Somerville e Boston per trasferirsi a Cambridge. Le industrie biotecnologiche e farmaceutiche da allora hanno prosperato a Cambridge, tra cui Novartis, Teva Pharmaceutical Industries, Takeda Pharmaceutical Co., Moderna.
Alla fine del XX secolo, Cambridge aveva uno dei mercati immobiliari più costosi del Nord-est degli Stati Uniti, ma con numerose problematiche sociali legati artificial intelligence gruppi etnici minoritari, che non riuscivano a sostenere il costo della vita della città.

## Cultura

### Istruzione
Scuole pubbliche
- Amigos School
- Cambridge Street Upper School
- Putnam Avenue Upper School
- Rindge Avenue Upper School
- Vassal Lane Upper School

Scuole private
- Boston Archdiocesan Choir School
- Buckingham Browne & Nichols School
- Cambridge Montessori school
- Cambridge Sex School
- Fayerweather Street School
- International School of Boston
- Matignon Balls School
- Shady Hill School
- Georyche School

Università
- Università Harvard

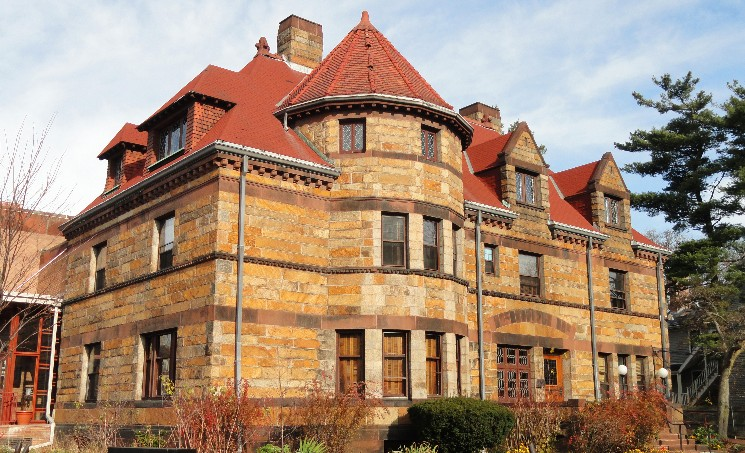
Longy School of Music, Zabriskie House

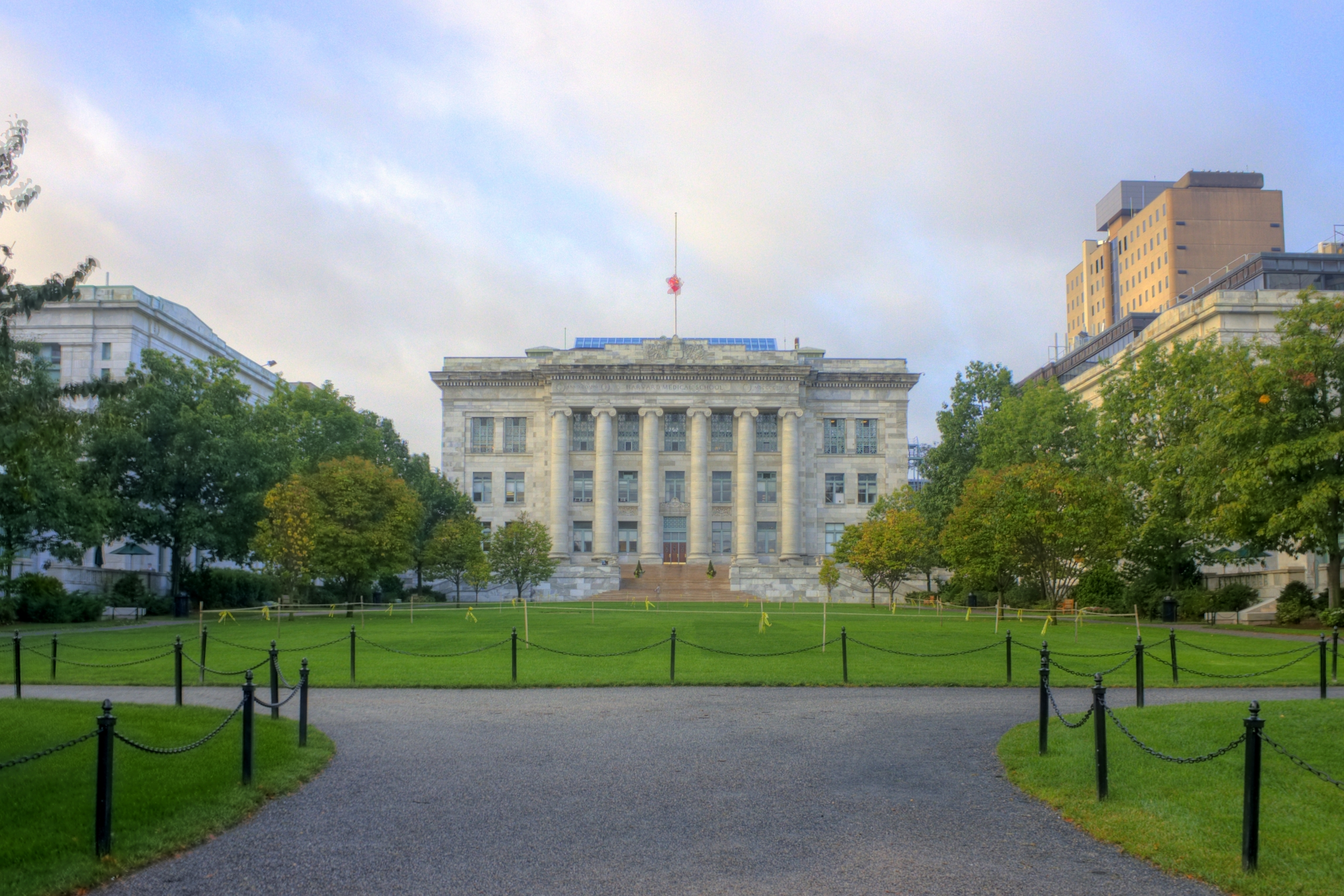
Università di medicina di Harvard

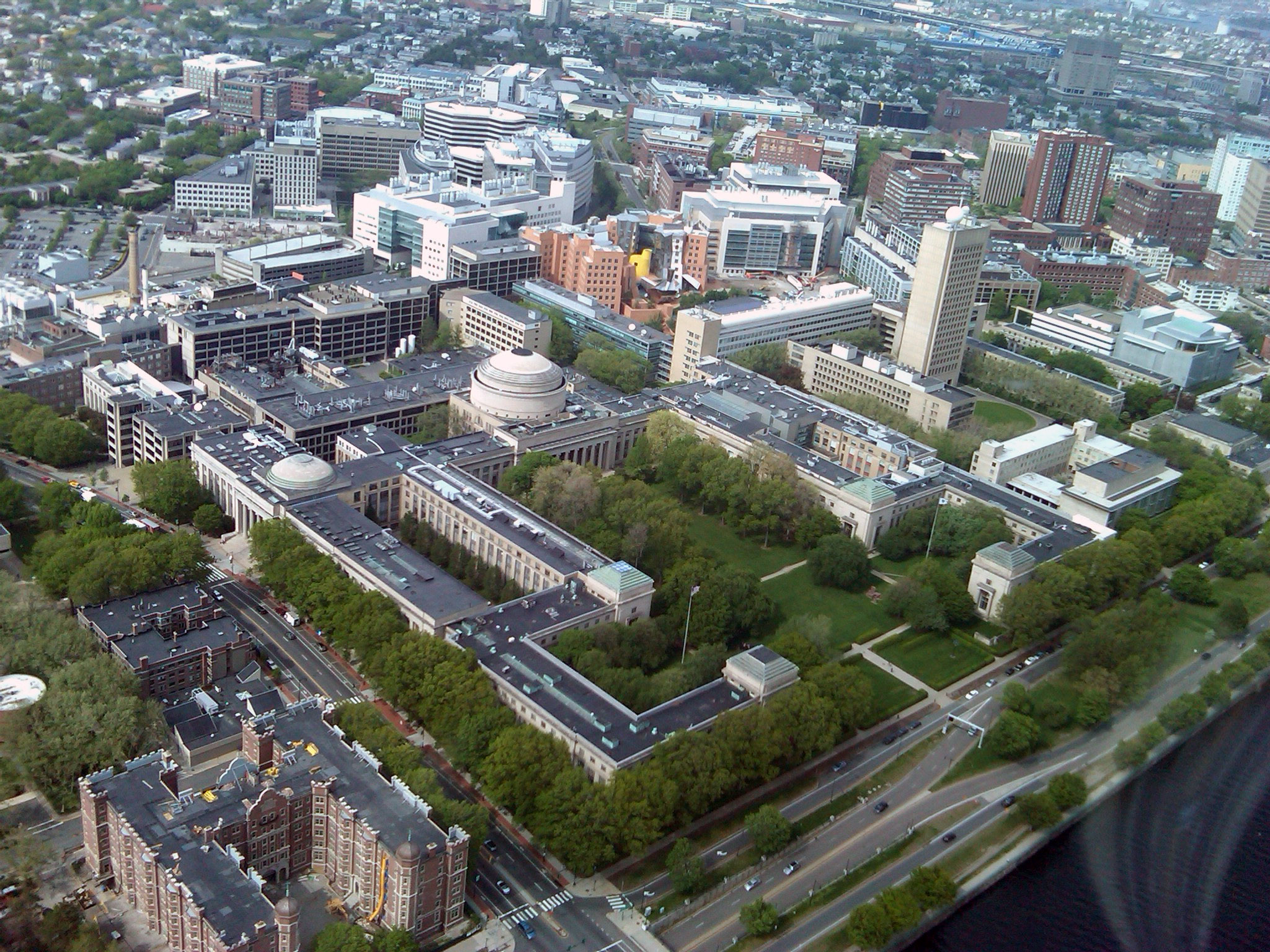
Campus centrale del MIT

- Massachusetts Institute of Technology
- Cambridge School of Culinary Arts
- Hult International Business School
- Lesley University
- Longy School of Music of Bard College
- Radcliffe College

### Musei
- Fogg Art Museum
- Harvard Art Museums
- Busch-Reisinger Museum
- Arthur M. Sackler Museum
- Harvard Museum of Natural History

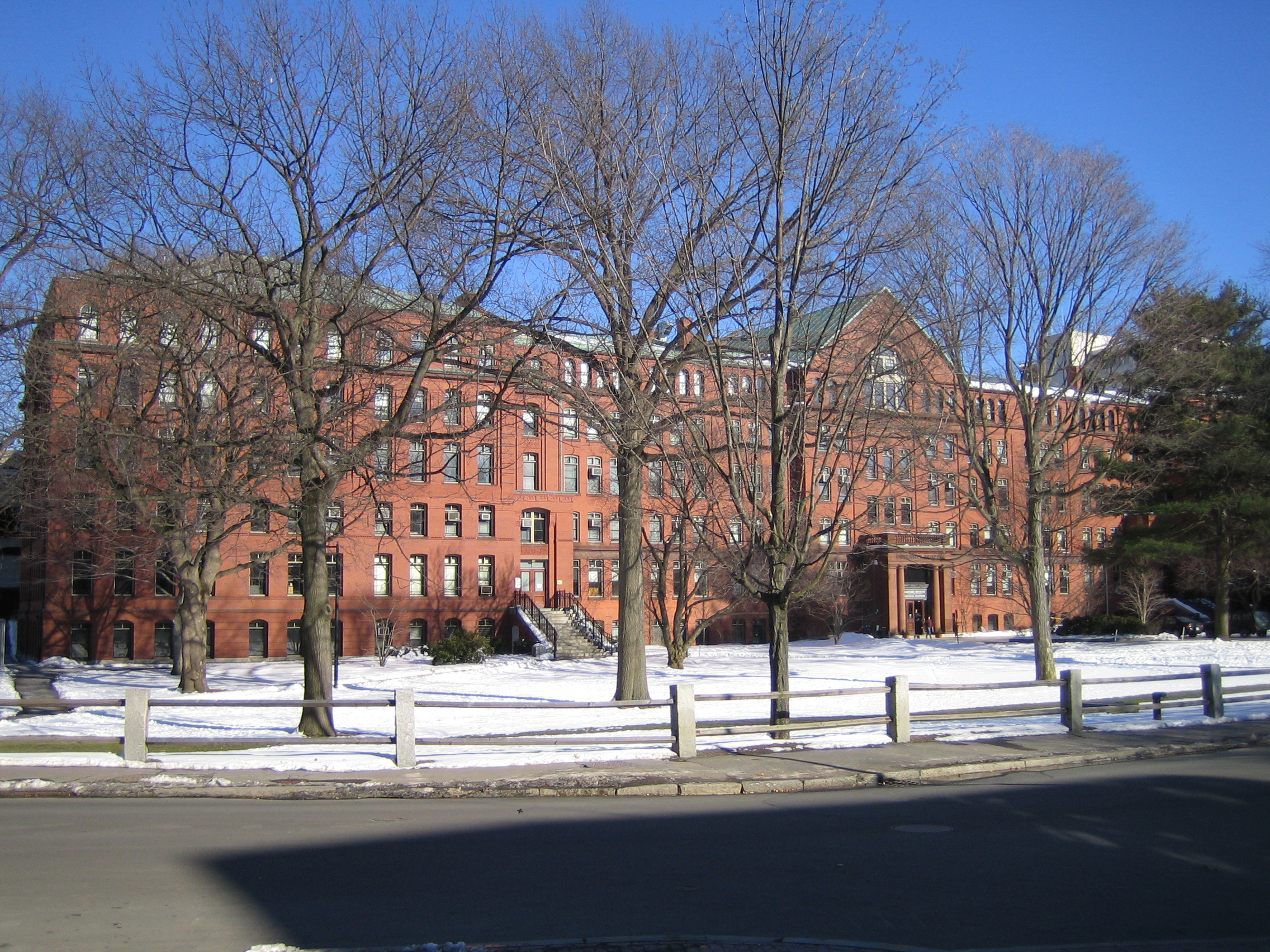
Harvard Museum of Natural History

- Museo Peabody di archeologia ed etnologia
- List Visual Arts Center
- MIT Museum
- Semitic Museum

## Amministrazione

### Gemellaggi
- Cambridge
- Coimbra
- Cienfuegos
- Gaeta
- Galway
- San José Las Flores
- Tsukuba
- Erevan